# Ulrich Mädge
Ulrich Mädge (* 11. Juni 1950 in Vienenburg) ist ein deutscher Politiker der SPD. Mädge war von 1991 bis 2021 Oberbürgermeister der Hansestadt Lüneburg. Er ist verheiratet und hat zwei Kinder.

## Beruflicher Werdegang
In den Jahren 1966 bis 1969 machte Mädge eine Ausbildung zum Elektroinstallateur und Bürokaufmann. Im Anschluss war er zwölf Jahre Zeitsoldat in Lüneburg. Von 1979 bis 1982 besuchte er die Fachoberschule Verwaltung und im Anschluss daran studierte Mädge bis 1985 an der Fachhochschule für Verwaltung; das Studium schloss er als Dipl.-Verwaltungswirt (FH) ab. In den Jahren 1985 bis 1996 war er Beamter des gehobenen Dienstes beim Landkreis Lüneburg.

## Politischer Werdegang
Mädge trat im Jahr 1979 in die SPD ein. Im Jahr 1981 wurde er erstmals in den Rat der Stadt Lüneburg gewählt. Von 1986 bis 1991 war er Fraktionsvorsitzender der SPD im Stadtrat. 1991 wurde er ehrenamtlicher Oberbürgermeister der Stadt Lüneburg, seit 1996 war er hauptamtlicher Oberbürgermeister. Er wurde zuletzt bei der Stichwahl am 15. Juni 2014 mit 71 % in diesem Amt bestätigt. Zur nächsten Oberbürgermeisterwahl im Jahr 2021 durfte Mädge aus Altersgründen nicht mehr antreten, so dass seine Amtszeit zum 31. Oktober 2021 endete. Zu seiner Nachfolgerin wurde Claudia Kalisch gewählt.
Ulrich Mädge war ab 1998, 2002, 2008 und 2013 jeweils für zwei Jahre Präsident des Niedersächsischen Städtetages.
Auf Vorschlag der SPD-Landtagsfraktion wurde Mädge zum Mitglied der 17. Bundesversammlung gewählt.

## Mitgliedschaften
Ulrich Mädge ist Mitglied der Gewerkschaft ver.di und der AWO.
Zudem ist er Mitglied diverser Aufsichtsräte, z. B. beim Regionalversorger E.ON Avacon und der Sparkasse Lüneburg, sowie Aufsichtsratsvorsitzender der Lüneburger Wohnungsbau GmbH. Seit Februar 2018 ist er wieder Präsident des Niedersächsischen Städtetags (Stand 1. April 2019). Außerdem wurde Mädge auf der Mitgliederversammlung der Vereinigung der kommunalen Arbeitgeberverbände am 22. März 2019 zum Präsident der VKA gewählt.
Am 11. Dezember 2023 wurde Mädge vom Stiftungsrat der Ostpreußischen Kulturstiftung zum neuen Vorsitzenden gewählt. Er tritt die Nachfolge von Hubertus Hilgendorff an.

## Auszeichnungen
- Verdienstkreuz am Bande des Niedersächsischen Verdienstordens (2000)
- Verdienstkreuz Erster Klasse des Niedersächsischen Verdienstordens (2024)